# 教育研究所
教育研究所（きょういくけんきゅうしょ）は、教育一般、特定の教育領域、教育テーマなどに関する研究、調査、教育技術研修を企画して運営する施設に多用される名称。国や地方公共団体、大学付属施設や民間企業、など設置機関は様々である。

## 概要
教育研究所にあたる国の施設として、国立教育政策研究所、国立特別支援教育総合研究所があり、地方公共団体では教育研究所や教育センターなどがある。自治体が設置する教育研究所は地方教育行政の組織及び運営に関する法律第30条の「専門的、技術的事項の研究又は教育関係職員の研修」機関として各自治体の条例に基づき設置される。設置主体は都道府県と市町村だが、一部事務組合として小規模の自治体同士が共同して設置する場合もある。予備校、大学、短期大学は、教育学部や保育学科の付属とするほか、独自の教育理念の研究や研鑽のために、設置している。企業立の組織は、人材の教育と研修が主眼の場合もみられる。

## カリキュラムセンター
都道府県立教育センターなど多くの機関は学校教育の専門的支援機能を「カリキュラムセンター」と称して、各校教職員の教育活動に資する情報提供や相談などの支援業務を行っている。

## 教育研究所の例

### 国
- 国立教育政策研究所
- 独立行政法人国立特別支援教育総合研究所

### 自治体
- 北海道立教育研究所
- 青森県総合学校教育センター
- 岩手県立総合教育センター
- 宮城県総合教育センター
- 秋田県総合教育センター
- 山形県教育センター
- 福島県教育センター
- 茨城県教育研修センター
- 栃木県総合教育センター
- 群馬県総合教育センター
- 埼玉県立総合教育センター
- 千葉県総合教育センター
- 東京都教職員研修センター
- 神奈川県立総合教育センター
- 新潟県立教育センター
- 山梨県総合教育センター
- 長野県総合教育センター
- 静岡県総合教育センター
- 富山県総合教育センター
- 石川県教育センター
- 福井県教育総合研究所
- 岐阜県総合教育センター
- 愛知県総合教育センター
- 三重県総合教育センター
- 滋賀県総合教育センター
- 京都府総合教育センター
- 大阪府教育センター
- 兵庫県立教育研修所
- 奈良県立教育研究所
- 和歌山県教育センター学びの丘
- 鳥取県教育センター
- 島根県教育センター
- 岡山県総合教育センター
- 広島県立教育センター
- やまぐち総合教育支援センター
- 徳島県立総合教育センター
- 香川県教育センター

- 愛媛県総合教育センター
- 高知県教育センター
- 福岡県教育センター
- 佐賀県教育センター
- 長崎県教育センター
- 熊本県立教育センター
- 大分県教育センター
- 宮崎県教育研修センター
- 鹿児島県総合教育センター
- 沖縄県立総合教育センター
- 札幌市教育センター
- 仙台市教育センター
- さいたま市立教育研究所
- 千葉市教育センター
- 横浜市教育センター
- 川崎市総合教育センター
- 相模原市立総合学習センター
- 新潟市立総合教育センター
- 富山市教育センター
- 静岡市教育センター
- 岐阜市教育研究所
- 名古屋市教育センター
- 京都市総合教育センター
- 京都市青少年科学センター
- 大阪市教育センター
- 堺市教育センター
- 神戸市総合教育センター
- 岡山市教育研究研修センター
- 広島市教育センター
- 北九州市立教育センター
- 福岡市教育センター
- 北海道立特別支援教育センター
- 福島県養護教育センター
- 福井県特別支援教育センター
- 兵庫県立特別支援教育センター
- 千葉市養護教育センター
- 横浜市特別支援教育総合センター
- 北九州市立特別支援教育相談センター
- 福岡市教育委員会発達教育センター
- 町田市教育センター

### 企業・団体等
- 一般財団法人応用教育研究所
- 公益財団法人学習ソフトウェア情報研究センター
- 財団法人学校教育研究所
- 教育技術研究所
- 教育創造研究センター
- 一般財団法人教育調査研究所
- 公益財団法人教科書研究センター
- 国民教育文化総合研究所
- 一般財団法人コンピュータ教育推進センター
- 公益財団法人才能開発教育研究財団
- 創育教育研究所
- 一般財団法人総合初等教育研究所
- 大日本図書教育研究室
- 一般財団法人田中教育研究所
- 公益財団法人中央教育研究所

- 東京教育研究所
- 学校法人桐朋学園女子部門　桐朋教育研究所
- 一般社団法人日本図書教材協会
- 公益財団法人日本教育科学研究所
- 一般社団法人日本教育工学振興会
- 公益財団法人日本教材文化研究財団
- 一般社団法人日本青少年育成協会
- 日本適応指導教育研究所
- 特定非営利活動法人日本標準教育研究所
- 公益財団法人野間教育研究所
- 公益財団法人パナソニック教育財団
- ベネッセ教育研究開発センター
- 一般財団法人理数教育研究所
- 公益財団法人理想教育財団
- 教育新聞総合研究所

### 大学
- 学術研究所 全人教育研究施設 - 玉川大学
- 桜美林大学付属教育研究所 - 桜美林大学
- 武庫川女子大学教育研究所 - 武庫川女子大学
- 大学教育研究所 - 阪南大学
- 外国語教育研究所 - 獨協大学
- 星槎大学附属研究センター